# Yenmiş, Kemalpaşa
Yenmiş là một xã thuộc huyện Kemalpaşa, tỉnh İzmir, Thổ Nhĩ Kỳ. Dân số thời điểm năm 2010 là 822 người.